# Luck
Luck (ukrajinsky Луцьк, Luc'k, polsky Łuck, rusky Луцк, latinsky Luceoria) je historické město ležící v západní části Ukrajiny na řece Styr, na historickém území Volyně. Je hlavním městem Volyňské oblasti a jedním z mála rostoucích ukrajinských měst; roku 2007 zde žilo 206 500 obyvatel, v roce 2022 zde žilo přibližně 221 tisíc obyvatel.

## Historie

### Středověk
První písemná zmínka o hradišti je z roku 1085, kdy se v Ipatěvském letopisu označuje jménem "Lučesk" (česky "Světlem zářící") a lokací ve Volyňském knížectví. Osada vyrostla kolem dřevěné pevnosti s dubovou palisádou, patřící zdejší větvi rodu Rurikovců. Od roku 1154 byl centrem vlastního knížectví. Během mongolské invaze v roce 1240 Luck dobyli Mongolové, pevnost však nezničili. Poté se Luck stal součástí Knížectví Haličsko-Vladimirského. Od roku 1288 bylo městem a sídlem volyňské eparchie pravoslavné církve. V roce 1349 napadlo město polské vojsko krále Kazimíra Velikého, nezískalo je však nadlouho. V letech 1303–1596 patřil Luck k haličskému (galicijskému) biskupství.
K Litevskému velkoknížectví patřil Luck od smrti knížete Švidrigaila v roce 1452. Pod vládou Jagellonců v Polsko-litevské unii město přijalo magdeburské právo, rozvíjelo se hospodářství, kultura i náboženství. Koncem 15. století měl Luck 19 pravoslavných a 2 římskokatolické kostely a nazýval se volyňským Římem.

### 1596–1795
Od roku 1596 přešel Luck pod Polské království jako sídlo volyňského velkovévodství. Zdejší kněží působili pod Brestlitevskou unií a po sporech s brestským biskupem v letech 1623 až 1721 vytvořili vlastní biskupství bez reálné moci v oblasti. Roku 1624 zde řeholnice z Lublinu založily ženský klášter sv. Brigity řádu Vykupitele. V polovině 17. století mělo město 50 tisíc obyvatel. Zdecimovali je kozáci při povstání Bohdana Chmelnyckého, roku 1648 pod vedením hejtmana Kolodka město vyplenili a vypálili.

### 1795–1939
V důsledku trojího dělení Polska byl roku 1795 Luck přičleněn k Ruskému impériu. Během první světové války dobyl město rakouský oddíl arcivévody Ferdinanda Josefa. Podle dohod Brest-litevského míru 7. února 1918 Luck obsadili Němci a 22. února 1918 jej předali armádě Ukrajinské lidové republiky pod velením Symona Petljury. Během polsko-sovětské války Luck 5. května 1919 dobyly polské jednotky pod velením generála Alexandra Karnického. Po Rižské mírové smlouvě v roce 1921 se Luck stal součástí Druhé polské republiky a opět hlavním městem volyňského vojvodství. Železniční spojení města Lucku z Kiverci, které existovalo od roku 1890, Poláci rozšířili o trať do Lvova. Rozvíjel se průmysl a budování infrastruktury města.
Podle sčítání obyvatel z 1. ledna 1939 měl Luck 39 000 obyvatel, z toho 17 500 Židů a 13 500 Poláků. Naopak okolí obývali převážně Ukrajinci: z 316 970 venkovských obyvatel bylo 59 % Ukrajinců, 19,5 % Poláků a 14 % Židů. Ve 42 vesnicích žilo asi 23 000 Čechů a volyňských Němců.

### 1939–1991
Při sovětské okupaci východního Polska na podzim 1939 byl Luck dobyt Rudou armádou a připojen k Ukrajinské SSR. Mnoho továren bylo rozebráno a převezeno do Sovětského svazu. Asi 10 000 obyvatel, většinou Poláků, bylo deportováno do pracovních táborů nebo uvězněno NKVD. Nacisté obsadili Luck krátce po vyhlášení války v červnu 1941 a ihned deportovali židovské obyvatele do koncentračních táborů. K Němcům se přidali ozbrojené oddíly ukrajinských nacionalistů UPA. Dne 2. července 1941 bylo ve zdech zdejšího hradu zavražděno 1 160 Židů.
V roce 1944 město osvobodila Rudá armáda a opět je připojila k SSSR. V roce 1991 se Volyň stala součástí nezávislé Ukrajiny.

## Čeští krajané
Češi do Lucku přesídlili během 19. století a vytvořili vlastní komunitu s národními tradicemi. Dosud zde působí krajanský spolek Volyňských Čechů. Také je dodnes provozován pivovar Zeman, založený Čechem Václavem Zemanem, který přijel na Volyň v roce 1869.

## Památky

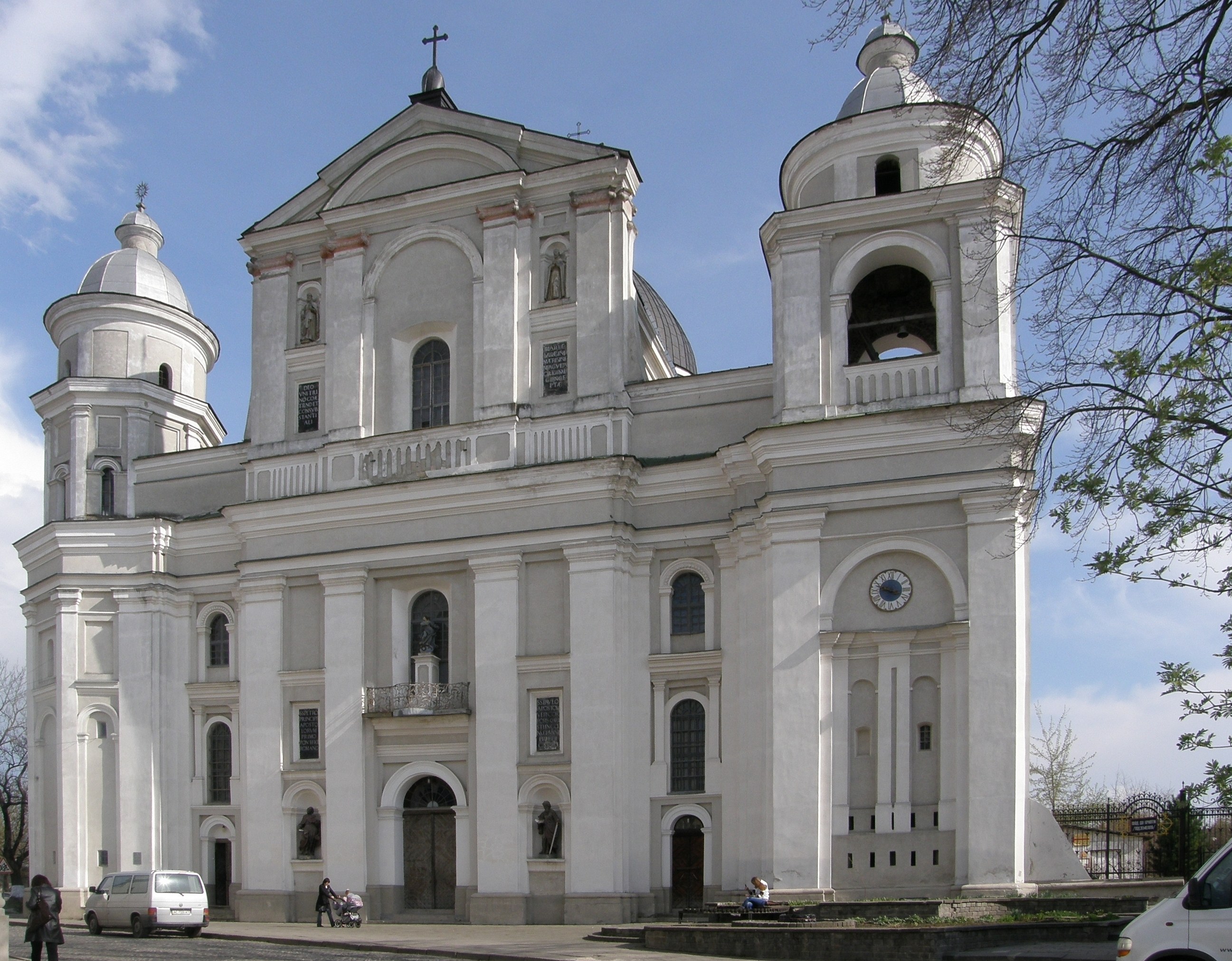
Kostel sv. Petra a Pavla.jpg

- Lucký hrad (Lubartův hrad) - cihlová stavba na kamenných základech, na půdorysu nepravidelného trojúhelníka se třemi hranolovými věžemi v nárožích, dal jej zbudovat kníže Lubart ve 14. století na místě hradiště z 11.-12. století s kostelem, jež byly zjištěny archeologickým výzkumem uvnitř dvora a jsou přístupné v zastřešeném pavilonu.
- Římskokatolický kostel sv. Petra a Pavla – trojlodní barokní bazilika
- Klášter sv. Brigity – založen roku 1624, přestavěn po požáru, dochovala se budova konventu s kaplí, od roku 1960 slouží jako muzeum, od roku 1990 v jedné části opět založen klášter.
- Kostel Nejsv. Trojice ukrajinské pravoslavné církve, kyjevské eparchie
- Luteránský kostel z 19. století
- Velká synagoga – stavba z roku 1628, za druhé světové války pobořena (zničeny k ní přiléhající domy), v 70. letech opět dostavěna
- Budova Volyňské národní univerzity
- Budova pivovaru Zeman
- Muzea: Historické muzeum, Muzeum lékárny

## Rodáci
- Peter Bondra – slovenský hokejista
- Natalena Koroleva – ukrajinská spisovatelka a překladatelka
- Boris Ignatovič – sovětský fotograf
- Florian Siwicki – polský politik a generál
- Anatolij Tymoščuk – ukrajinský fotbalista
- Oksana Zabužko – ukrajinská spisovatelka a publicistka
- Světlana Zacharovová – ruská baletka, současná první sólistka Velkého divadla v Moskvě

## Galerie

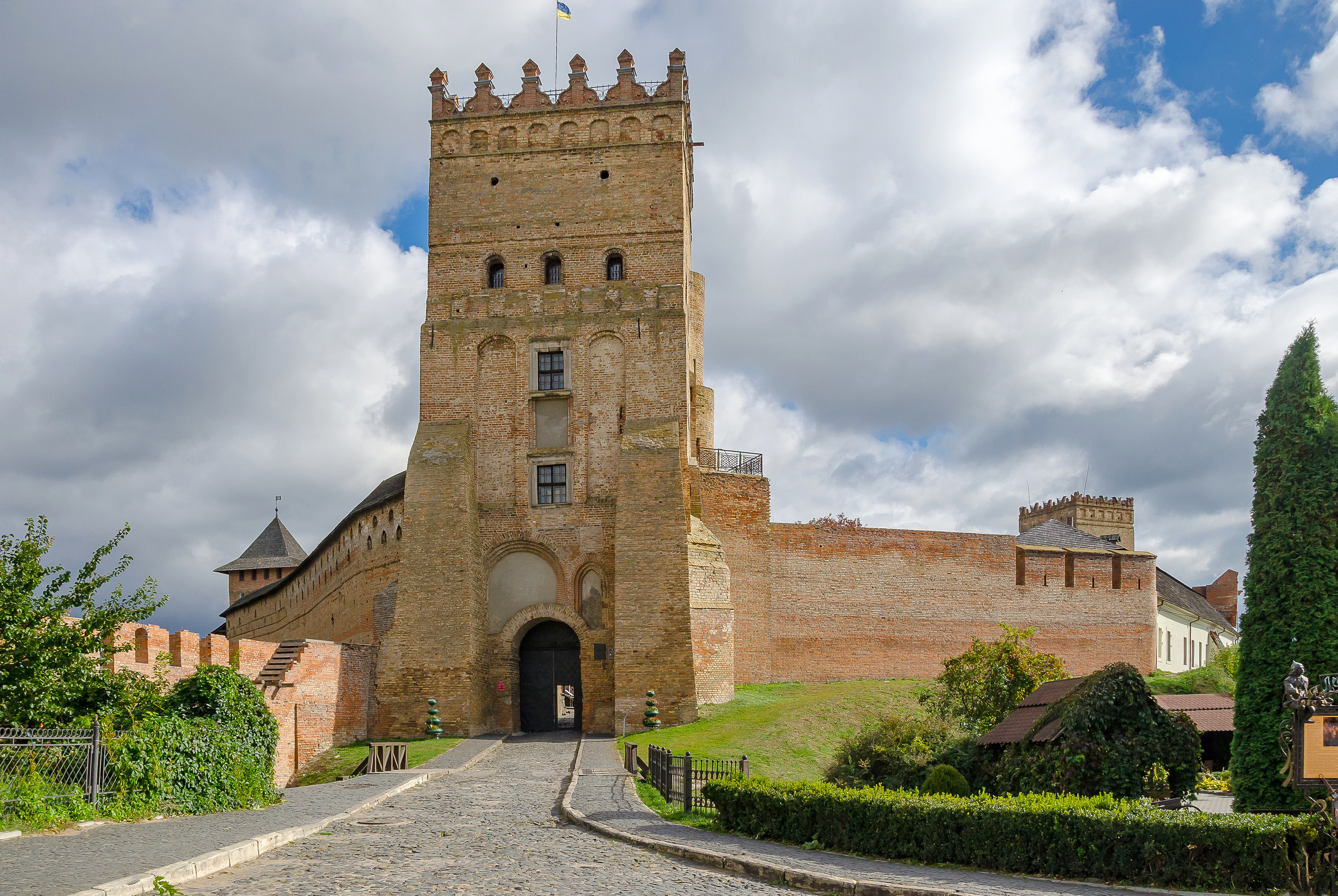
Vstupní křídlo luckého hradu
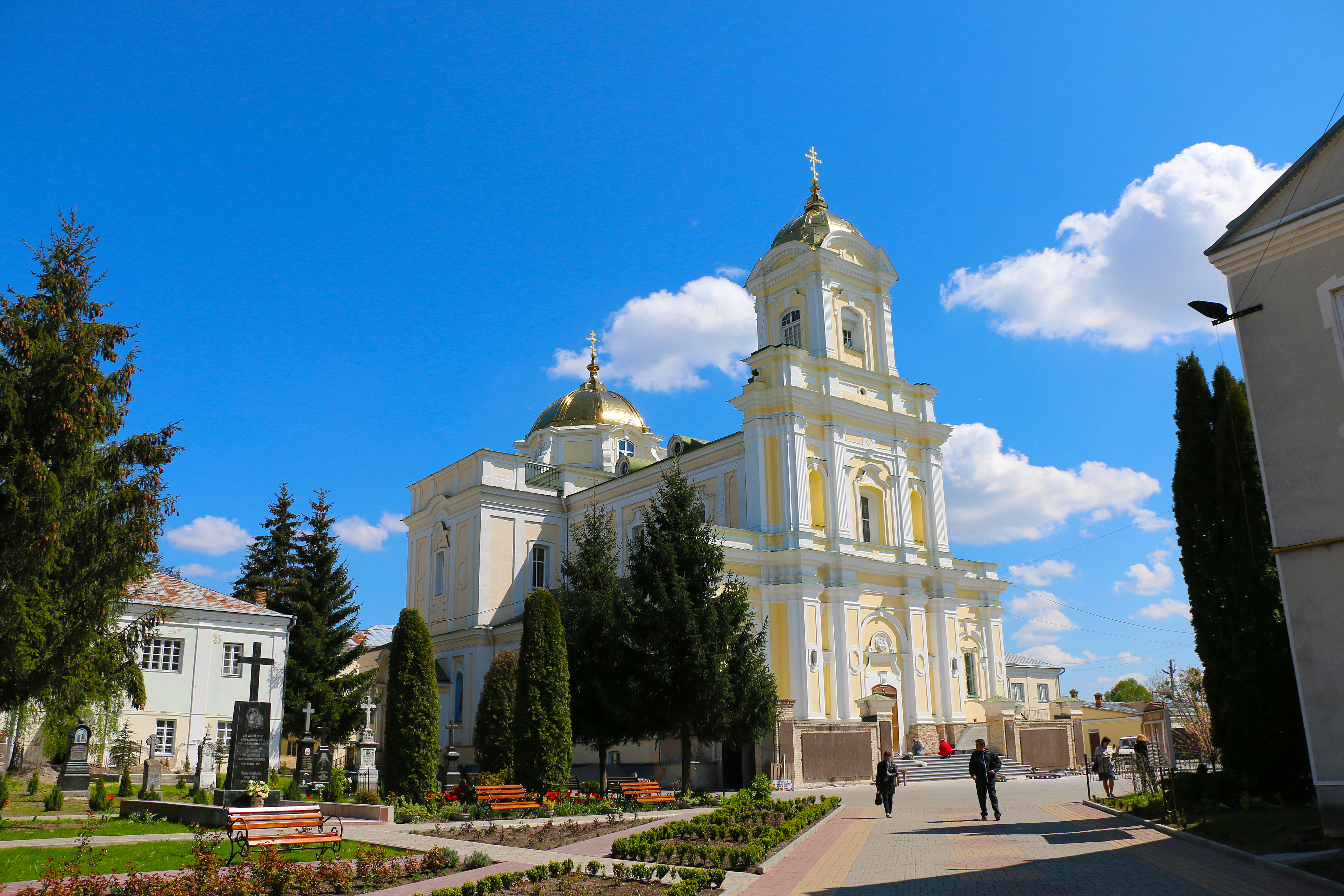
Kostel Nejsv.Trojice
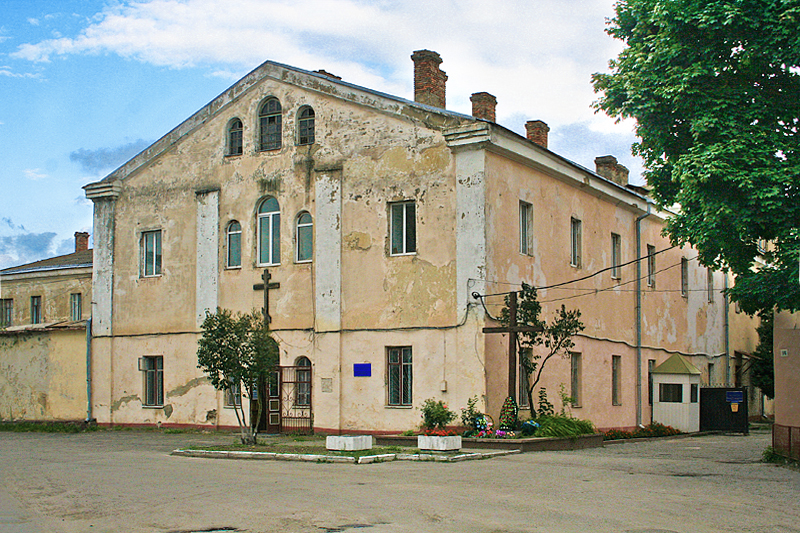
Klášter sv. Brigity
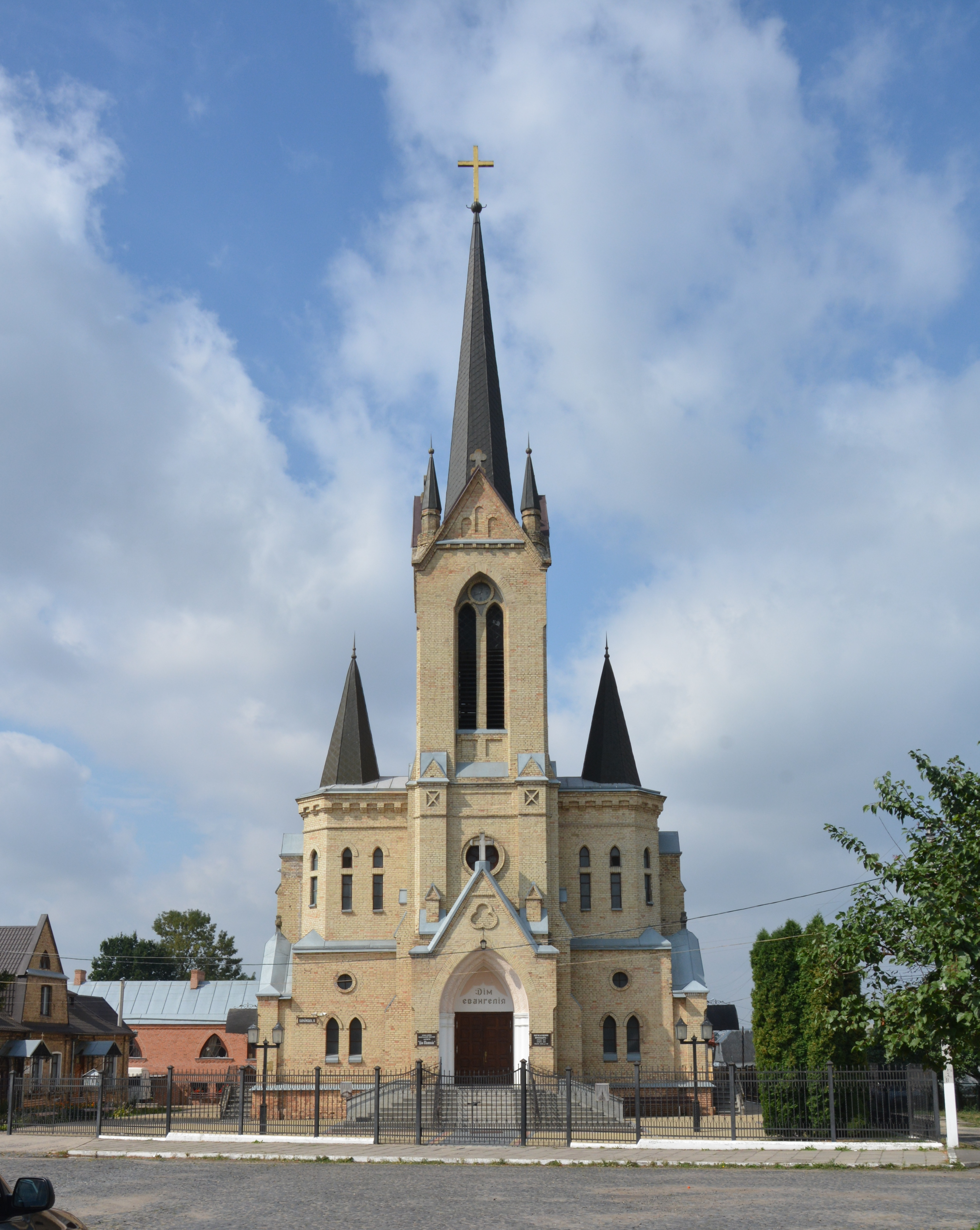
Luteránský kostel
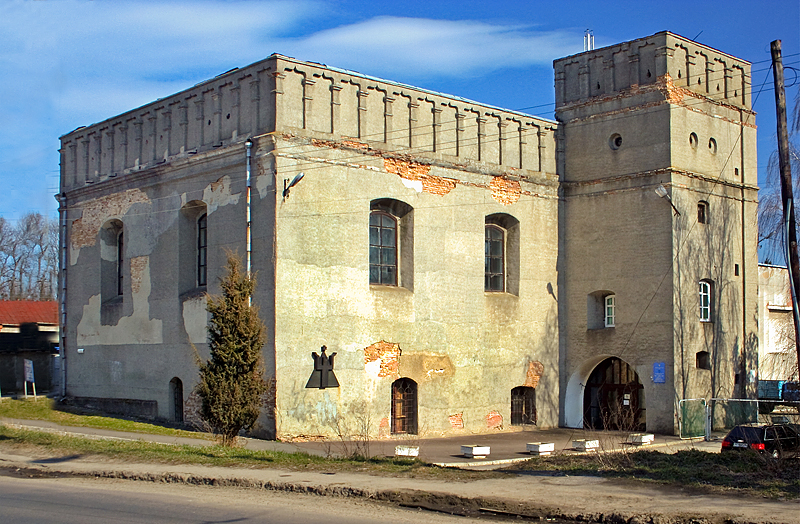
Velká synagoga
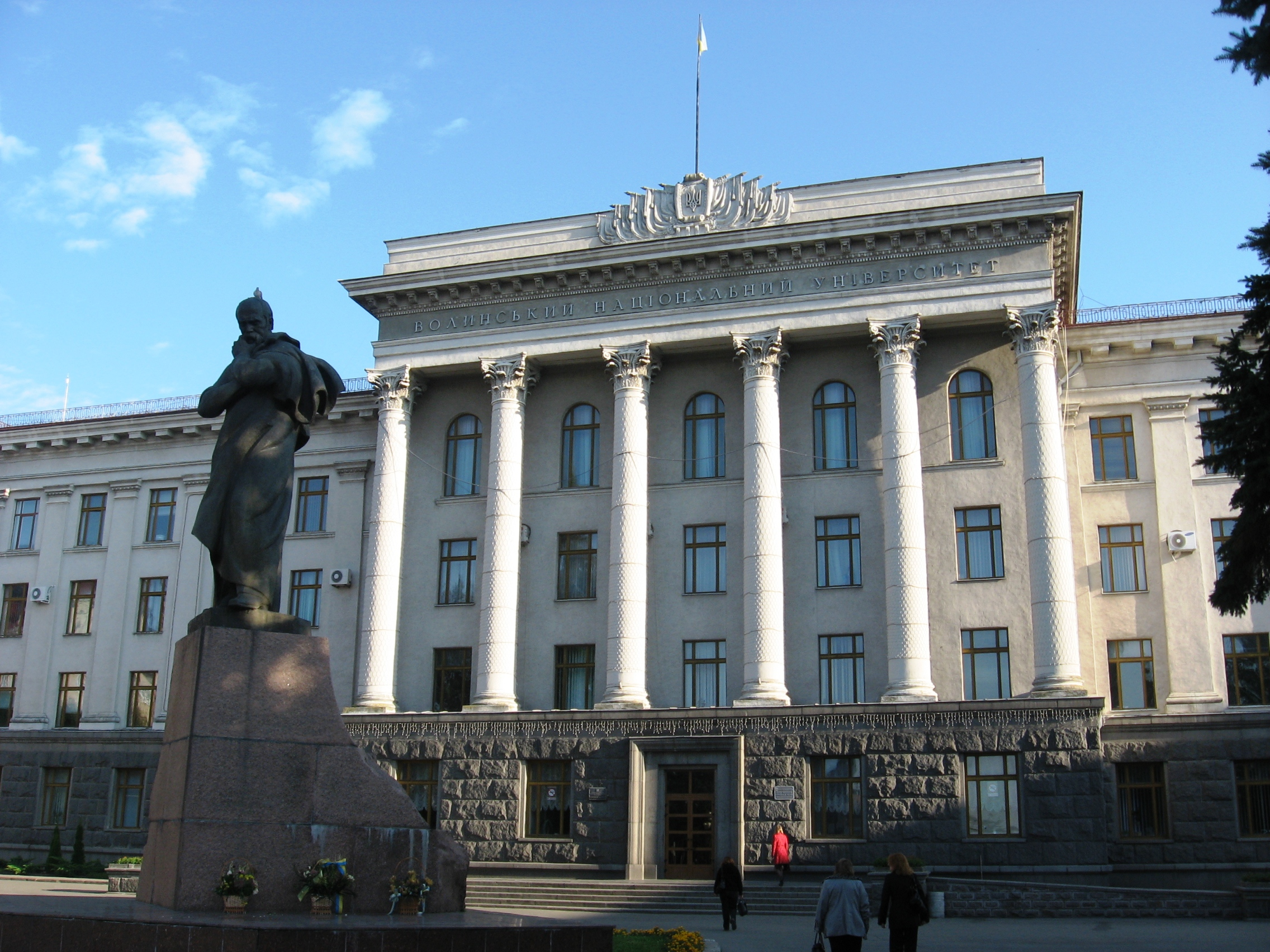
Volyňská univerzita
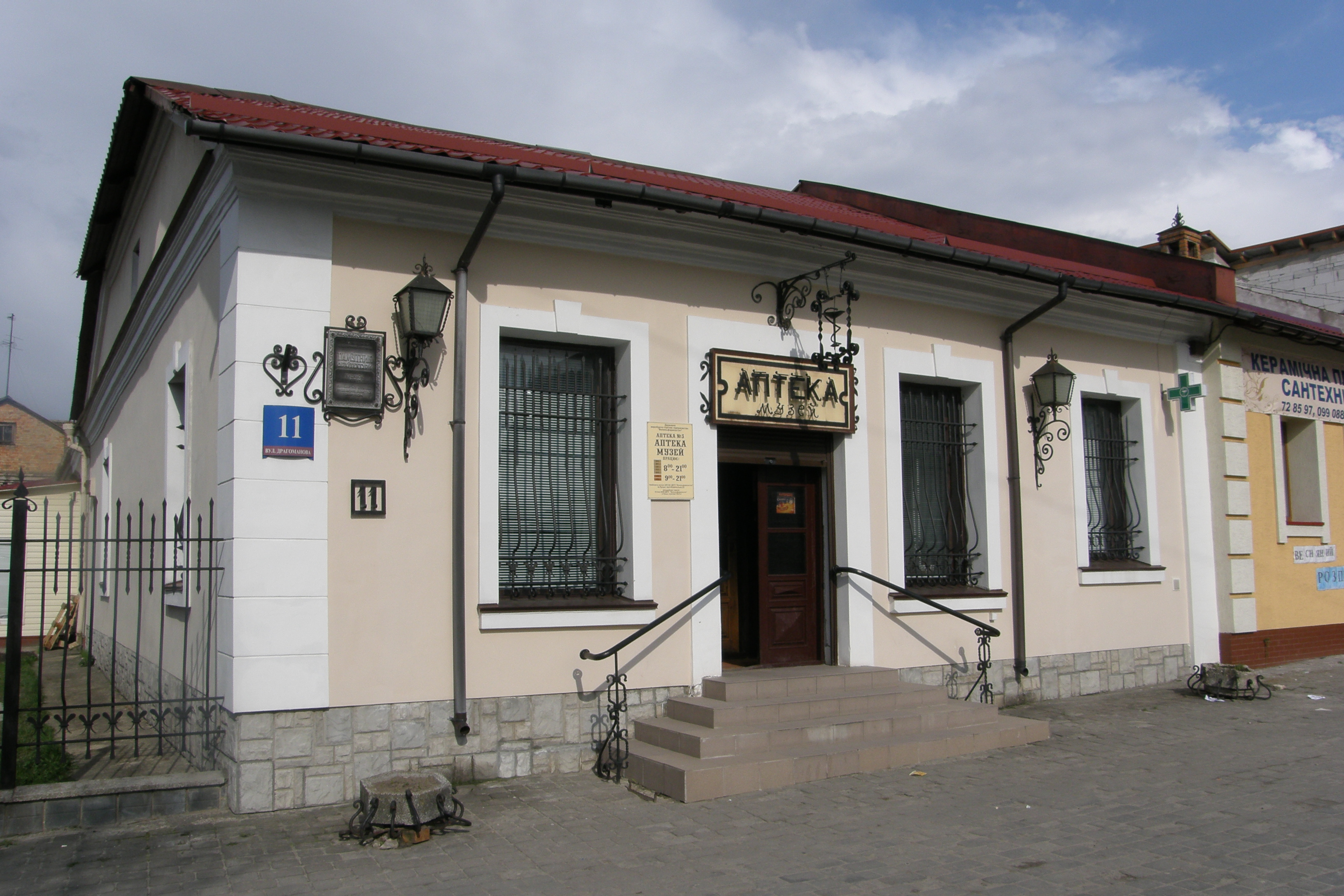
Muzeum lékárny
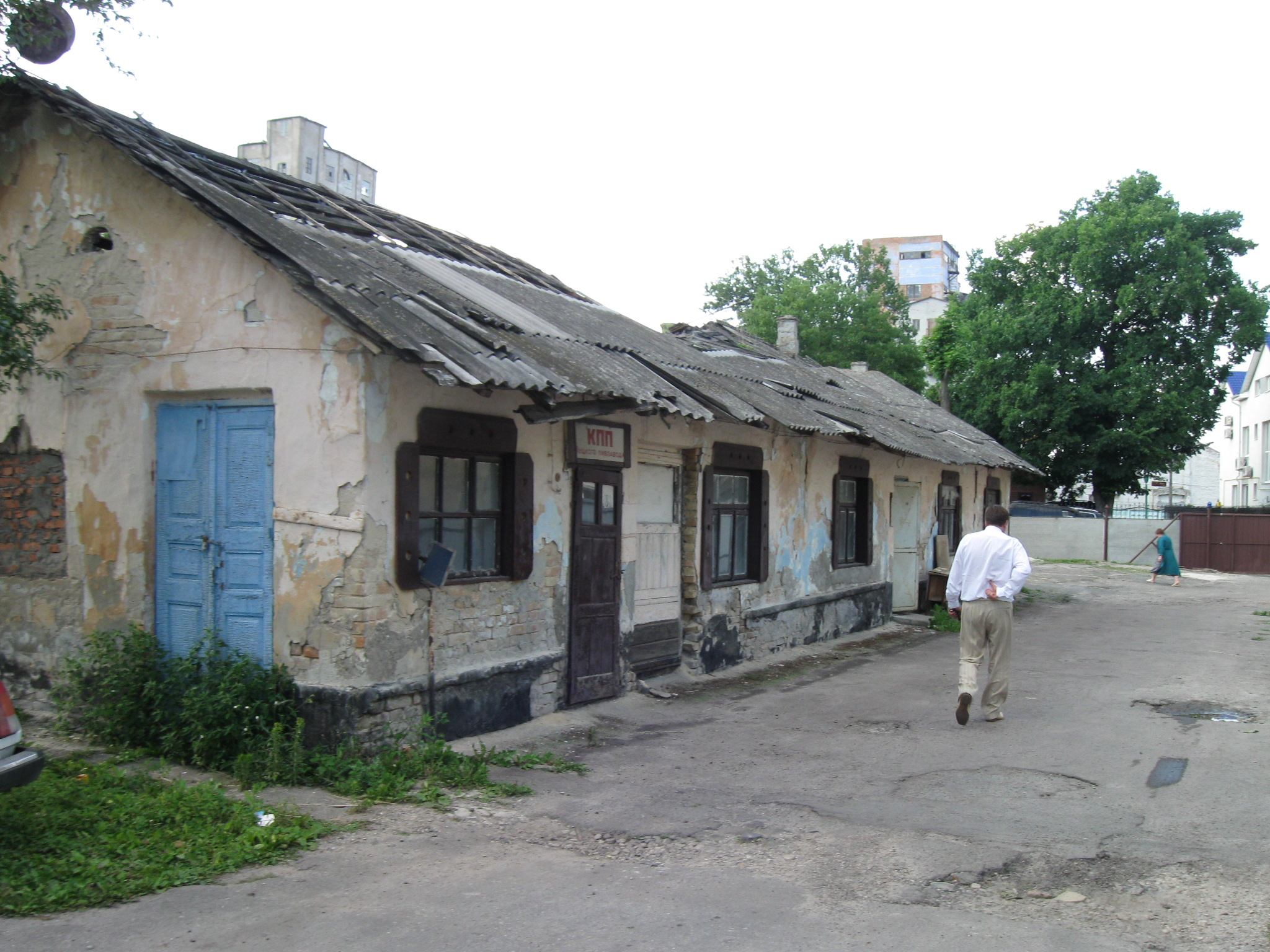
Jedna ze starých budov pivovaru Zeman

## Partnerská města
- Rzeszów, Polsko, 1991
- Lublin, Polsko, 1996
- Olsztyn, Polsko, 1997
- Brest, Bělorusko, 2003
- Xiangtan, Čína, 2003
- Zamość, Polsko, 2005
- Gori, Gruzie, 2008
- Toruń, Polsko, 2008
- Trakai, Litva, 2009
- Białystok, Polsko, 2013
- Kaunas, Litva, 2013
- Kyjov, Česko, 2013
- Patras, Řecko, 2013
- Chełm, Polsko, 2014